# 748 Simeisa
748 Simeisa је астероид. Приближан пречник астероида је 102,97 ,
а средња удаљеност астероида од Сунца износи 3,938 астрономских јединица (АЈ).
Инклинација (нагиб) орбите у односу на раван еклиптике је 2,256 степени, а орбитални период износи 2855,240 дана (7,817 година). Ексцентрицитет орбите астероида износи 0,187.
Апсолутна магнитуда астероида износи 9,01 а геометријски албедо 0,041.
Астероид је откривен 14. марта 1913. године.